# قائمة أنهار الصومال
هذه قائمة الأنهار في الصومال، القائمة مرتبة حسب المصب، مع وضع مسافة بادئة للروافد الكبرى.

## المحيط الهندي

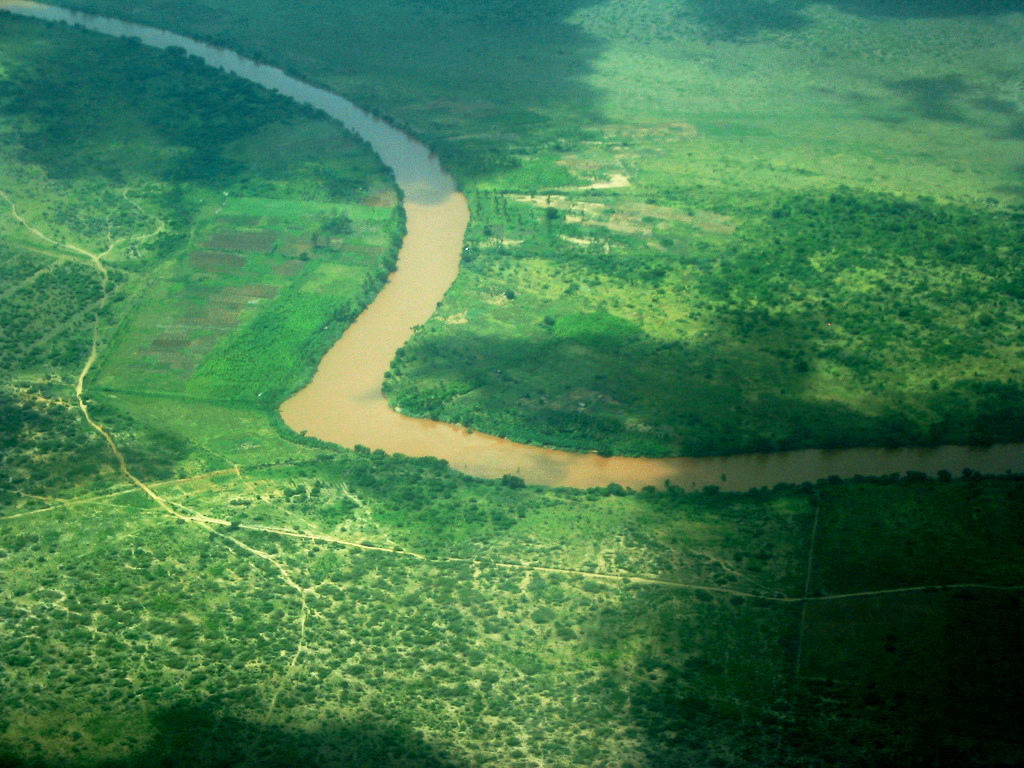
نهر جوبا

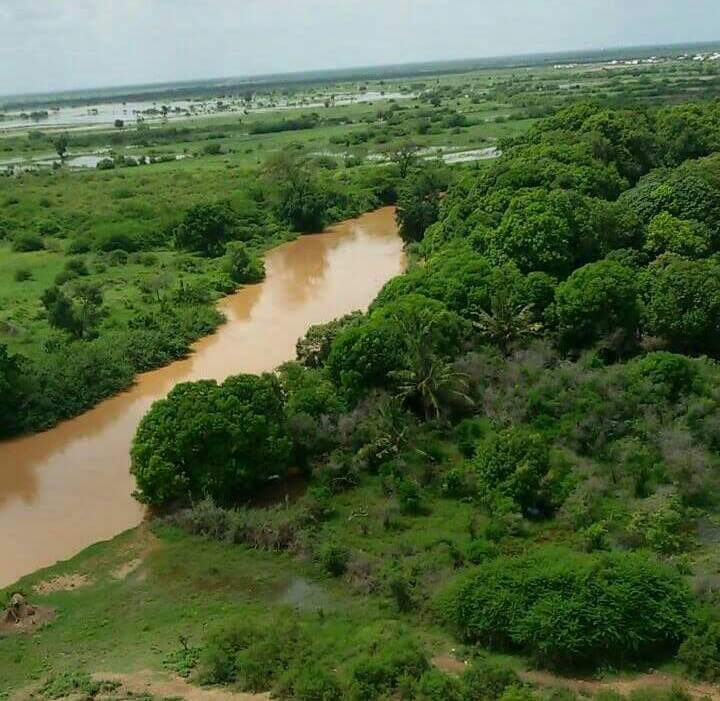
نهر شبيلى

من الجنوب الى الشمال:
- بوشبوش
- عانولي
- بادانا
- نهر جوبا
  - لاغديرا
    - لكبور
      - لغكوتولو
      - لاغبيسغ

    - لاغبوغال

  - نهر شبيلىنهر شبيلي
    - بوهول ماداجوي

  - دودومي
  - نهر دورو
- نوجال
  - نهر توجدير
- طودو
- تدّي
- جعيل
  - طود
- جعيل
- هودمو
- مدجيد
- بِيوغوري
- بابا
- عيل عانود
  - فرور
- براريس
- دردر
- سليل
- بيادي

## الداخلية
- بان دولاد